# Guillem Martí Misut
Guillem Martí Misut (Es Mercadal, 5 settembre 1985) è un ex calciatore spagnolo, di ruolo attaccante.

## Palmarès

### Club

#### Competizioni nazionali
- Coppa d'Austria: 1

Ried: 2010-2011